# ژرمن پینشر
ژرمن پینشر (به انگلیسی: German Pinscher)، نام یکی از نژادهای سگ است که خاستگاه آن به آلمان بازمی‌گردد.